# Thalassoma newtoni
Thalassoma newtoni е вид лъчеперка от семейство Labridae.

## Разпространение
Видът е разпространен в Сао Томе и Принсипи.